# 5 آستريا
آستريا (أو 5 آستريا وفق تسمية الكوكب الصغير) (بالإنجليزية: 5 Astraea)‏ هو كويكب كبير الحجم نسبياً، يوجد في حزام الكويكبات.
يتميز بأن سطحه عاكس للضوء، لذلك يبدو ساطعاً، ويعتقد أن تركيبه يتكون من الحديد والنيكل مع وجود نسبة من سيليكات فلزات أخرى مثل المغنسيوم. يصنف ضمن الكويكبات الصخرية (نمط S).
اكتشف هذا الكويكب الفلكي الألماني كارل لودفيج هينكه في الثامن من ديسمبر سنة 1845، وأسماه آستريا على اسم إلهة العدل الإغريقية، وهو خامس الكويكبات المكتشفة.